# 迪克体育用品
迪克体育用品是美国一家運動用品零售店，于1948年由理查德（简写“迪克”）·斯塔克（Richard "Dick" Stack）创立。2002年在纽约证券交易所上市，截至2022年，公司为全美最大的運動用品零售商，占据全美市场份额的14%。

## 历史
1948年，理查德（“迪克”）·斯塔克在纽约州賓漢頓开设了一家渔具店，后增加到零售各类工作服装、运动服装、运动设备、野营装备和野餐用品等。20年后开设了第二家店面。1984年，理查德的儿子爱德华·斯塔克接手了店铺并进行拓展，至1996年，已开设了50家店铺。
至2002年，迪克体育用品在美国25个州开设了141家门店，并于同年在纽约证券交易所上市。2005年，迪克体育用品首次超过Sports Authority，成为全美第一大运动用品零售商。之后，公司继续收购了多家运动用品零售商并持续扩张，到2008年，门店数已增加到487家。
2013年起，公司开始和IBM合作，重构其电子商务平台。2016年，公司曾经的最大竞争对手运动用品零售商Sports Authority倒闭。迪克体育用品以1500万美元竞拍得到Sports Authority的知识产权，包括其电子商务网站、拥有2850万会员的忠诚度计划以及1.14亿客户的资料。公司之后持续对电商业务投资，并在2019冠状病毒病疫情期间保持了销售额增长，2021年销售额达到123亿美元。

## 控枪举措
2012年，桑迪胡克小学发生枪击案，迪克体育用品宣布停售特定类型的半自动步枪。但数月之后，又在旗下名为Field & Stream的狩猎钓鱼器材专营店恢复销售。
2018年，佛罗里达高中发生校园枪击案，作案凶手曾于2017年在迪克体育用品购入一把散彈槍，尽管该枪未在凶案中使用，但仍促使公司采取行动。公司CEO爱德华·斯塔克宣布全面永久停售突击步枪式枪械和大容量弹匣，不向21岁以下人群售枪，同时销毁了店里价值500万美元的枪支库存。尽管遭到美国全国步枪协会等团体的抨击，但控枪举措并未影响公司行情。

## 赞助
- 迪克體育用品公園：科罗拉多州足球专用体育场
- 奧林匹克運動會美國代表團：2015年[15]-2018年[16]